# Líbano en los Juegos Olímpicos de Pyeongchang 2018
Líbano estuvo representado en los Juegos Olímpicos de Pyeongchang 2018 por tres deportistas, dos hombres y una mujer, que compitieron en dos deportes.
El portador de la bandera en la ceremonia de apertura fue el esquiador de fondo Samer Tawk. El equipo olímpico libanés no obtuvo ninguna medalla en estos Juegos.